# ロドニー・アルカラ
ロドニー・ジェームス・アルカラ（英語: Rodney James Alcala, 1943年8月23日 - 2021年7月24日）は、アメリカ合衆国の連続強姦殺人犯、シリアルキラーである。
カリフォルニア州で1977年から1979年の間に犯した5件の殺人のために2010年に死刑判決を受けた。2013年にはニューヨーク州で1971年と1977年の別の2件の殺人事件で有罪を認め、25年間の刑が追加された。彼の本当の犠牲者数は不明のままで、はるかに多い可能性が指摘されている。
検察によると、アルカラは犠牲者の首を絞めて意識を失わせ、一旦意識が回復するまで待つという行為を、時には複数回、最終的に殺害するまで繰り返すということを行っていた。ある捜査官はアルカラを「殺害マシーン」と表現し、他にはテッド・バンディと比較するものもいる。
アルカラは、自ら撮影した1000枚以上の女性と10代の少年たちの写真のアルバムを作成しており、被写体の多くは性的に露骨なポーズをとっているものだった。2016年、その写真の中の1枚に写っていた女性被害者が特定され、1977年に殺害したとして起訴された。他の写真に写っていた女性も襲われていることが分かっており、警察はそれらの被写体も同様に強姦または殺害の犠牲者であると推測している。
彼は一連の殺人事件を起こしている真っ只中の1978年、テレビの人気バラエティー番組「デートゲーム」に出演したため、「デートゲーム・キラー」の別名がついた。
2021年7月24日に死刑が執行される前に死去した。

## 幼少期から大学卒業まで
ロドニー・アルカラは、テキサス州サンアントニオでメキシコ系の両親のもとに生まれた。1951年、父親は家族をメキシコに移し、その3年後に家族を捨てた。1954年、アルカラが11歳のときに母親とアルカラとその兄弟（2人の姉妹と1人の兄弟）を連れてロサンゼルス近郊に引っ越した。
1960年、17歳の時に、アルカラは米軍に加わり、店員として働く。1964年、のちに神経衰弱として説明される状態で基地から母親の家までヒッチハイクして無断逃亡し、彼は軍精神科医によって反社会的人格障害と診断され、医学的理由で除隊した。彼の裁判にて後に様々な精神科専門家によって、自己愛性人格障害 、境界性人格障害、およびサイコパシーおよび性的サディズムなどの複合的なもの、などの診断が提案された。
陸軍を去った後、アルカラはUCLA美術学校を卒業しニューヨーク大学でロマン・ポランスキーのもとで映画製作を学んだ。

## 初期の犯罪歴
判明しているアルカラの最初の犯罪は1968年のことである。ロサンゼルスにおいて、8歳の少女がアルカラに連れ去られる現場を目撃したある運転手が、ハリウッドのアパートまで追跡し、警察に通報したのである。少女は強姦され、鉄筋で殴打された状態で発見されたが奇跡的に生き延びた。しかし、警察が到着した時にアルカラは逃走してしまった。 この事件の逮捕状を回避するために、アルカラはカリフォルニア州を離れ、"ジョン・バーガー"という偽名を使用して、ニューヨーク大学映画学校に入学した。1971年に、彼はニューハンプシャー芸術キャンプで子供のためのカウンセリングの仕事を得た。1971年6月には23歳の客室乗務員がマンハッタンのアパートで強姦され、絞殺されているのが発見された。この殺人は2011年まで解決されることはなかった。
FBIは1971年初頭、アルカラを「FBI10大最重要指名手配」リストに追加した。数ヵ月後、芸術キャンプに通う2人の子供は、郵便局でFBIのポスターに彼の写真があることに気が付いた。これにより、アルカラは逮捕され、カリフォルニアに引き渡された。
しかしながら、最初の被害者である当時8歳の少女は家族と共にメキシコに引っ越してしまい、少女は裁判で証言することを拒否した。被害者の証言もなく裁判において強姦罪と殺人未遂として起訴することができないと判断した検察官は、より少ない襲撃容疑でアルカラに有罪を認めさせることを余儀なくされた。アルカラは1974年に当時一般的だった「未期限の刑（Indefinite imprisonment・indeterminate imprisonment）」プログラムの下で17か月後に仮釈放された、これは仮釈放委員会に対し、受刑者が更生したことを示すだけでいつでも釈放することができる、というものだった。しかし、釈放されてから2ヵ月もしないうちに、彼は13歳の少女を暴行し、再逮捕された。しかしながら、またしても彼は「未期限の判決」を受けて2年で仮釈放されてしまう。
アルカラの2回目の釈放後の1977年、彼を担当していたロサンゼルスの保護司は、常習犯で逃亡のおそれがあるアルカラに、ニューヨークへの渡航を許可してしまうという間違いを犯す。ニューヨーク市警察の未解決事件専門の捜査官は、アルカラがマンハッタンに到着してから1週間後に殺人を犯したとしている。被害者とされる人物はハリウッドの人気ナイトクラブCiro'sのオーナーの娘で、ディーン・マーティンとサミー・デイヴィスJr.が名付け親だった 。
1978年、アルカラはロサンゼルス・タイムズにおいて組版係として短期間働く。この時、ヒルサイド・絞殺魔事件の捜査タスクフォースの一員から、捜査の一環として既知の性犯罪者として事情聴取を受ける。容疑者からは外されたものの、マリファナ所持のために逮捕され短期間刑に服した。
この頃、アルカラはプロのファッション写真家を騙り、何百人もの若い男女を騙して「ポートフォリオ」を撮影していた。ロサンゼルス・タイムズの同僚によると、アルカラは同僚達にそれらの写真をみせていたという。「変だとは思ったけれど、当時は私も若かくて何も分かってなかったから」と話している。彼女は「なぜそういった写真を撮るのかと尋ねたら、彼は『母親達が撮影するように頼んできたからさ』と答えていました。女の子は裸だったのを覚えています」と証言した。1979年にアルカラに撮影を許可したある女性は「彼はプロだと言っていたので、私の頭の中では私が彼のモデルになっていた」と語った。アルカラの写真ポートフォリオには、10代の少年の裸の写真が多数あった。写真のほとんどは性的に露骨なもので、被写体となった人達のほとんどのは未だ身元の確認がとれないままとなっている。警察は、被写体の中に未解決事件の被害者が含まれるのではないか、としている。後の裁判の証言によると、1979年にMonique Hoytという15歳の少女が彼の写真のためにポーズを取っているところを、アルカラに殴り倒されて、気絶したところを強姦されたという。

## テレビ番組への登場
1978年に、アルカラは人気テレビ番組「ザ・デーティング・ゲーム」に出場しており、司会者のホストのジム・ランゲから「13歳の時に父親が彼を暗室で見つけたときをきっかけに、今や成功した写真家。撮影の合間に、スカイダイビングやバイクに乗るのが趣味」という紹介を受けた。アルカラは番組の他の出演者から変人扱いされた。アルカラは番組内でデート相手を見つけたものの、放送終了後に相手となった女性から気味悪がられ、まもなく音信不通となった。アルカラは番組出演後に少なくとも3人の女性を殺害していることから、犯罪プロファイラーのパット・ブラウン (Pat Brown) は、女性に拒絶されたことが犯罪を促進した可能性があると指摘した。

## サムソーの殺人と最初の2つの裁判
1979年6月20日、ハンティントンビーチ出身の12歳の女の子、ロビン・サムソーはビーチからバレエクラスへ行く途中のどこかで姿を消した。彼女の遺体は12日後にロサンゼルスの丘のふもとで発見された。サムソーの友人たちは、ビーチで見知らぬ男が写真を撮っても良いかと近づいてきた、と警察に証言した。刑事はこの男のスケッチを作成し公開したところ、それを見たアルカラ担当の保護司が警察に通報。これによって、アルカラの捜査が始まることになる。
警察が、アルカラが住んでいた母親の家を捜索すると、シアトルにある貸倉庫のレシートを発見した。警察が倉庫の中を捜索すると、大量の写真と共に、被害者サムソーのイヤリングを見つけた。
1979年末、アルカラは逮捕され、保釈なしで拘留された。1980年に彼はサムソーの殺害の罪で裁判にかけられ有罪判決を受け、死刑を宣告されたが、陪審員は彼の以前の性犯罪について不適切に知らされていたため、カリフォルニア最高裁判所によって判決は覆された。1986年に、以前の犯罪歴の証言を省略したことを除いて、最初の裁判とほぼ同じ2度目の裁判の後、彼は再び有罪判決を受け、死刑を宣告された。

## 追訴
オレンジ郡の捜査官は、2003年に3回目の訴追を準備している間に、新しい州法に基づいて採取（本人は異議を唱えていたが）されていたアルカラのDNAがロサンゼルスの2人の女性の強姦殺人事件で残された精液と一致することを知った。さらに2004年、別の未解決事件のDNAとも一致し、アルカラを4人の女性を殺害したとして起訴した。
この時期、アルカラは、収監されながら"You, the Jury" と言う本を自費出版し無実を訴え、他の容疑者を提示したりしていた。さらに、低脂肪食を提供することを拒否されたとして、カリフォルニアの刑事制度に対して2件の訴訟を起こした。

## 3回目の裁判
3回目の裁判では、アルカラは自分自身を弁護士として選任した。彼は質問者と証人の両方の役割を演じ、質問をする際には普通より深い声で「アルカラさん（Mr. Alcala）」と自分に対し呼びかけ、自分でそれに答えるという奇妙なものだった。
アルカラは、容疑について、記憶にないと主張する以外、何ら有効な自己弁護は出来なかった。彼は最終弁論の中で、主人公が精神科医に「殺すことを望んでいる」と言うアロ・ガスリーの歌「Alice's Restaurant」を流した。2日以内の審議の後、陪審員は5件の第一級殺人事件すべてで有罪判決を下した。
裁判におけるサプライズは、アルカラの最初の犠牲者であるメキシコに行ってしまった少女が証言台に立った事だった。
唯一の弁護側証人である精神科医のリチャード・ラパポートは、アルカラの境界的人格障害のせいで彼の記憶がないという証言を説明できると証言した。検察官は、アルカラは「自分のしていることが間違っていて気にかけていないことを知っていた」「性的捕食者」であると主張。
2010年3月、アルカラは3度目の死刑を宣告された。

## 死去
2021年7月24日、カリフォルニア州矯正・リハビリテーション局は、アルカラがカリフォルニア州コルコランの病院に搬送され、特定不明の自然死を遂げたと発表した。77歳没。

## 身元不明の写真に写った人達
2010年3月、ハンティントンビーチとニューヨーク市警察はアルカラの写真を120枚発表し、彼が撮影した女性と子供のうちの誰かが追加の犠牲者であるかどうかを判断するために、写真の特定に一般の協力を求めた。追加の約900枚の写真は、性的に露骨なものであるため、公表できずにいる。

## 追加の関与、罪状、および判決

### ニューヨーク州
彼の2010年の有罪判決の後、ニューヨーク当局は、アルカラは死刑執行待ちの状態のため、もはやアルカラを捜査・起訴する事はないと発表。しかし、2011年1月、マンハッタン大陪審は、1971年と1977年に、客室乗務員とナイトクラブ（Ciro）のオーナーの娘の殺人で彼を起訴した。2013年1月7日、マンハッタンの裁判官はアルカラにさらに25年の刑を宣告した（死刑は、2007年以来ニューヨーク州では選択肢になっていない） 。

### ワシントン州
2010年、シアトルの警察は、1977年7月の13歳のアントワネット・ウィテカーと1978年2月の17歳のジョイス・ガントの未解決殺人事件でアルカラを「関係者」と位置づけた。 アルカラはシアトルに貸倉庫を借りており、そこで犠牲者の宝飾品などが発見されている。カリフォルニア、ニューヨーク、 ニューハンプシャー 、およびアリゾナで、他の未解決事件が再調査の対象とされたと伝えられている。

### カリフォルニア州
2011年3月、カリフォルニア州マリン郡の捜査官は、1977年に旅行に行ったまま姿を消した19歳のパメラをアルカラが殺害していたことを「確信」したと発表した。

### ワイオミング州
1977年に行方不明になり、1982年にワイオミング州スウィートウォーター郡で遺骨で発見された28歳の女性殺害の容疑で、2016年9月アルカラは起訴された。
2013年、警察が公開したアルカラの写真を見た被害者の親戚が彼女に気づき、訴え出た。2015年に親戚から提供されたDNAが彼女の遺体からの組織サンプルと一致するまで身元は確認されていなかった。

## タイムライン
| Year of event | Event or victim name                                                                          | Offense; offender status/location                                          | Alias/note                 |
| ------------- | --------------------------------------------------------------------------------------------- | -------------------------------------------------------------------------- | -------------------------- |
| 1961–64       | U.S. Army                                                                                     |                                                                            |                            |
| 1968          | Graduated from UCLA                                                                           |                                                                            |                            |
| 1968          | Tali Shapiro                                                                                  | Rape, attempted murder; pleaded guilty to assault, 1971/California         |                            |
| 1968–71       | Fugitive, student NYU Film School, camp counselor                                             | New York, New Hampshire                                                    | John Berger, John Burger   |
| 1971          | Cornelia Crilley                                                                              | Murder; indicted, 2011/New York                                            |                            |
| 1971–74       | Incarcerated (Tali Shapiro conviction)                                                        | California                                                                 |                            |
| 1974          | "Julie J."                                                                                    | Parole violation, providing marijuana to minor; Convicted, 1974/California |                            |
| 1974–77       | Incarcerated ("Julie J." conviction)                                                          | California                                                                 |                            |
| 1977          | Ellen Hover                                                                                   | Murder; indicted, 2011/New York                                            | John Berger                |
| 1977          | Worked as Los Angeles Times typesetter                                                        | California                                                                 |                            |
| 1977          | Antoinette Wittaker                                                                           | Murder; suspect, Washington                                                |                            |
| 1977          | Jill Barcomb                                                                                  | Murder; convicted, 2010/California                                         |                            |
| 1977          | Questioned by FBI regarding Hover                                                             | California                                                                 | Rodney Alcala, John Berger |
| 1977          | Georgia Wixted                                                                                | Murder; convicted, 2010/California                                         |                            |
| 1977          | Pamela Jean Lambson                                                                           | Murder; accused, 2011/California                                           |                            |
| 1977          | Christine Ruth Thornton                                                                       | Murder; charged, 2016/Wyoming                                              |                            |
| 1978          | Joyce Gaunt                                                                                   | Murder; suspect/Washington                                                 |                            |
| 1978          | Interviewed by Hillside Strangler task force                                                  | California                                                                 |                            |
| 1978          | Incarcerated (marijuana possession)                                                           | California                                                                 |                            |
| 1978          | Contestant, The Dating Game                                                                   | California                                                                 |                            |
| 1978          | Charlotte Lamb                                                                                | Murder; convicted, 2010/California                                         |                            |
| 1979          | Jill Parenteau                                                                                | Murder; convicted, 2010/California                                         |                            |
| 1979          | Robin Samsoe                                                                                  | Murder; convicted, 1980, 1986, 2010/California                             |                            |
| 1979          | Arrested on suspicion of Samsoe murder                                                        | California                                                                 |                            |
| 1980          | Conviction #1, sentenced to death for Samsoe murder                                           | California                                                                 |                            |
| 1984          | Conviction #1 overturned by California Supreme Court                                          | California                                                                 |                            |
| 1986          | Conviction #2, sentenced to death for Samsoe murder                                           | California                                                                 |                            |
| 1994          | You, the Jury                                                                                 | Self-published book asserting innocence in Samsoe case                     |                            |
| 2001          | Conviction #2 overturned by the United States Court of Appeals for the Ninth Circuit          | California                                                                 |                            |
| 2003          | DNA collected, 4 additional murders discovered                                                | California                                                                 |                            |
| 2003          | Motion to join Samsoe case with 4 others proposed; contested by Alcala                        | California                                                                 |                            |
| 2006          | Case join granted by California Supreme Court                                                 | California                                                                 |                            |
| 2010          | Conviction #3, sentenced to death for murders of Samsoe, Parenteau, Lamb, Wixted, and Barcomb | California                                                                 |                            |
| 2011          | Indicted for murders of Hover, Crilley                                                        | New York                                                                   |                            |
| 2013          | pleaded guilty; sentenced to 25 years to life for murders of Hover, Crilley                   | New York                                                                   |                            |